# Лялька 2: Брамс
«Лялька 2: Брамс» (англ. Brahms: The Boy II) — американський фільм жахів режисера Вільяма Брента Белла. Сіквел фільму «Лялька». У США фільм вийшов 21 лютого 2020 року. В Україні — 12 березня 2020 року.

## Синопсис
Молода сім'я переїжджає в особняк Хилшерів, не підозрюючи про його похмуру історію. Молодший син знайде порцелянову ляльку і подружиться з Брамсом.
Цікавий факт: тоді, як в першому фільмі усі надприродні події пояснили цілком логічно, у другій частині фільму вирішили зробити все містичним чином.

## В ролях
| Актор             | Роль           |
| ----------------- | -------------- |
| Кеті Холмс        | Ліза           |
| Ральф Айнесон     | Джозеф         |
| Анджалі Джай      | доктор Лоуренс |
| Оуен Ємен         | Шон            |
| Крістофер Конверт | Джуді          |
| Фабіо Вільям      | Брамс          |

## Виробництво
У жовтні 2018 року було оголошено, що Кеті Голмс приєдналася до акторського складу фільму, коли Вільям Брент Белл повернувся для того, щоб зняти сіквел. У листопаді 2018 року Крістофер Конвери, Ральф Айнесон і Оуен Ємен приєдналися до акторського складу нового фільму.

### Зйомки
Основні зйомки почалися в січні 2019 року і завершилася в березні цього ж року.

## Реліз
Реліз фільму має відбутися 21 лютого 2020 року. Раніше датою випуску вважалося 26 липня 2019 року, однак було вирішено не змагатися з іншими фільмами жахів про ляльок — «Дитячими іграми» і «Прокляттям Аннабель 3» і перенести прем'єру на 6 грудня 2019 року. Згодом її знов перенесли на 2020 рік.